# Кудрова, Ирма Викторовна
Ирма Викторовна Кудрова (род. 25 октября 1929, Ростов-на-Дону) — российский филолог, исследователь жизни и творчества Марины Цветаевой.

## Биография
Окончила филологический факультет Ленинградского государственного университета. В 1952 г. поступила в аспирантуру Пушкинского Дома (ИРЛИ РАН), работала экскурсоводом в Литературном музее. В 1956 г. участвовала в написании вместе с Виктором Шейнисом текста «Вся правда о Венгрии», за что неоднократно вызывалась на допросы в ленинградское управление КГБ.
С 1964 года по 1977 год была редактором в журнале «Звезда». В эти же годы произошла «встреча» с Мариной Цветаевой и началась серьёзная работа над восстановлением биографии поэта.
C 1977 по 1981 — редактор в издательстве «Искусство».
Автор многочисленных научных статей и выступлений в российских, европейских и американских университетах. Первая книга «Версты, дали…» была издана в 1991 году накануне международной конференции, посвященной 100-летию со дня рождения Цветаевой. Книги Кудровой переведены на английский, немецкий, чешский языки.